# Copa Petrobras Montevideo 2007
Il Copa Petrobras Montevideo 2007 è stato un torneo di tennis facente parte della categoria ATP Challenger Series nell'ambito dell'ATP Challenger Series 2007. Il torneo si è giocato a Montevideo in Uruguay dal 29 ottobre al 4 novembre 2007 su campi in terra rossa.

## Vincitori

### Singolare
Santiago Ventura ha battuto in finale  Marcel Granollers con il punteggio di 4–6, 6–0, 6–4.

### Doppio
Pablo Cuevas /  Luis Horna hanno battuto in finale  Marcel Granollers /  Santiago Ventura per walkover